# アルテル
株式会社アルテル (ALTEL Inc.) は日本で設立され、現在は中華人民共和国・上海市にグローバル事業統括拠点を置く通信機器販売会社。

## 概要
主に、親会社のエイビットが製造・開発した独自の企業向けIP電話セットなどを販売していた。2010年9月まではコンシューマ向けとしてウィルコムの通信モジュール、W-SIMのRX420AL・RX430ALの販売・サポートも手がけていた。
現在は、上海市にグローバル事業統括拠点、摂津市に日本国内拠点を設置している。
日本国内では、法人市場へIP-PBX等が不要なP2P対応のSIP-IP電話機、また文教市場へキッズ救急という学校放送と連携した緊急通報システムを営業展開している。なおキッズ救急は京都市238校5,000教室以上へ導入実績を持っている他、多くの自治体へ導入実績がある。
上海市のグローバル事業統括拠点は中国市場への進出が目的と見られるが、現状実績は見られない。

## 沿革
- 1991年5月 - 株式会社エスエイテクノロジーとして設立
- 1996年9月 - 事業強化のため株式会社インタービット（エイビットグループ）と合併
- 1999年3月 - 株式会社アルテルに改称
- 2006年3月 - キッズ救急を京都市へ導入。
- 2006年9月 - キッズ救急を京都市へ導入。
- 2009年4月 - 中華人民共和国・上海市にグローバル事業統括拠点を設置。
- 2010年9月 - W-SIM関連の業務をエイビットへ譲渡し撤退。
- 2010年10月 - SIP-IP電話機を販売開始